# Николай Аретов
Николай Аретов Аретов е български филолог, литературен критик, преводач. Професор в Института за литература при Българската академия на науките.

## Биография
Роден е на 14 март 1954 г. в София. Завършва българска филология (втора специалност „Френски език“) във Великотърновския университет „Св. св. Кирил и Методий“ през 1978 г. След това е учител по български език и литература в СПТУ и гимназия в Якоруда (1978 – 1980) и редактор в списание „Читалище“ (1980 – 1982).
От 1982 г. работи в Института за литература при Българската академия на науките. Избран е за професор през 2011 г. Pедактор е в списание „Литературна мисъл“, заместник главен редактор от 2000 г., главен редактор (2012 - 2024).
През 1988 г. защитава дисертация на тема „Преводната белетристика от първата половина на ХIХ в. (развитие, връзки с оригинална книжнина, проблеми на рецепцията)“, а през 2006 г. става доктор на филологическите науки с труда „Национална митология и национална литература, сюжети, изграждащи българската национална идентичност в словесността от XVІІІ и ХІХ век“.
Хоноруван преподавател в Пловдивски университет „Паисий Хилендарски“ (1991 – 1999), в Нов български университет (1999 – 2011), в Софийски университет „Св. Климент Охридски“ (от 2004).
Главен редактор е на издателство „Кралица Маб“.

## Идеи и научни приноси
Николай Аретов започва да публикува през 1979 г. Интересите му са в областта на историята и критиката на българската литература и култура, сравнителното литературознание, теория и критика на превода, криминалния роман, национализма и националната идентичност. Превежда от английски трудове по история и културология (Антъни Смит, Питър Шугър). Издирва и публикува неиздавани или малко познати произведения на български автори от миналото – Васил Попович, Владимир Полянов, Асен Христофоров. Той е организатор и участник в международни изследователски проекти, като Балкански идентичности в българската култура. Негови студии са публикувани в Полша, Северна Македония, Чехия, Белгия, САЩ и други.

## Членства
- Сдружение на българските писатели (от 1994)
- Българско общество за проучване на осемнадесети век (от 1993, председател, 1997 – 2004)
- Академичен кръг по сравнително литературознание Архив на оригинала от 2010-03-25 в Wayback Machine. (председател, 2011 – 2024)
- Бил е член на Съюза на преводачите в България

## За него
- Речник по нова българска литература (1878-1992). София: Хермес, 1994.
- Енциклопедия на българската възрожденска литература. Велико Търново, 1996.
- Култура, идентичности, съмнения. Сборник в чест на проф. д.ф.н. Николай Аретов. София: ИК „Проф. Марин Дринов“, 2016. ISBN 978-954-322-870-6